# Enicospilus unicolor
Enicospilus unicolor är en stekelart som först beskrevs av Smith 1860.  Enicospilus unicolor ingår i släktet Enicospilus och familjen brokparasitsteklar. Inga underarter finns listade i Catalogue of Life.